# Иияма
Ии́яма (яп. 飯山市 Иияма-си) — город в Японии, находящийся в префектуре Нагано. Площадь города составляет 202,32 км², население — 21 920 человек (1 августа 2014), плотность населения — 108,34 чел./км².

## Географическое положение
Город расположен на острове Хонсю в префектуре Нагано региона Тюбу. С ним граничат города Накано, Мёко, Дзёэцу, посёлок Синано и сёла Кидзимадаира, Нодзаваонсен, Сакаэ.

## Население
Население города составляет 21 920 человек (1 августа 2014), а плотность — 108,34 чел./км². Изменение численности населения с 1980 по 2005 годы:
| 1980 | 30 073 чел. |  |
| 1985 | 29 034 чел. |  |
| 1990 | 28 114 чел. |  |
| 1995 | 27 423 чел. |  |
| 2000 | 26 420 чел. |  |
| 2005 | 24 960 чел. |  |

## Символика
Деревом города считается Fagus crenata, цветком — Camellia japonica, птицей — мандаринка.